# Astragalus neurocarpus
Astragalus neurocarpus är en ärtväxtart som beskrevs av Pierre Edmond Boissier. Astragalus neurocarpus ingår i släktet vedlar, och familjen ärtväxter. Inga underarter finns listade i Catalogue of Life.